# Njemačka burza
Njemačka burza (na njemačkom jeziku: Deutsche Börse) jedna je od vodećih međunarodnih organizacija za trgovanje dionicama i drugim vrijednosnim papirima, a upravitelj je većine njemačkih burza vrijednosnih papira. Organizirana je kao dioničko društvo, a pokriva cjelokupan spektar proizvoda i usluga koje su dio trgovanja na burzi: od trgovanja vrijednosnim papirima i derivatima, pružanja informacija o tržištu sve do razvoja i funkcioniranja elektroničkog sustava za trgovanje. Također, davatelj je transakcijskih usluga. Svojom naprednom tehnologijom nudi tvrtkama i investitorima pristup svjetskom tržištu kapitala.
Njemačka burza svoje sjedište ima u Frankfurtu na Majni, te predstavništva u Chicagu, Dubaiju, Hong Kongu, Lisabonu, Londonu, Moskvi, New Yorku, Pekingu, Tokiu i Singapuru. Osim toga, prisutna je i u Luksemburgu, Švicarskoj, Španjolskoj i Češkoj.

## Povijest
Povijesno gledano, nastanak Njemačke burze vezan je za razvoj Frankfurtske burze vrijednosnih papira. Godine 1993. Nastaje organizacija Deutsche Börse AG te iz obične tržnice za trgovinu dionicama nastaje međunarodni davatelj usluga za vrijednosne papire pokrivajući cijeli proces burzovne trgovine.

## Burza danas
Njemačka burza danas zapošljava oko 3.300 zaposlenika, uglavnom u Europi te manji dio u SAD-u i Aziji. Na njezinim listama kotiraju dionice više od 750 tvrtkā, a njihova ukupna vrijednost krajem 2010. godine iznosila je oko 1,9 bilijuna američkih dolara. Pri poslovanju se koriste najmodernije informatičke tehnologije. Burza objedinjava cjelokupno njemačko tržište kapitala, a više od 90 posto ukupnog prometa čini Frankfurtska burza vrijednosnih papira. 
Tijekom prvog desetljeća novog tisućljeća nekoliko puta postojala je inicijativa da se Deutsche Börse poveže s najvećom svjetskom burzom vrijednosnih papira, njujorškim NYSE-om, ali do povezivanja nikada nije došlo. Ipak, očekuje se da bi se takav scenarij mogao dogoditi početkom 2012. godine.